# Manuel Rojas (football)
Ne doit pas être confondu avec Manuel Rojas (écrivain chilien).
Manuel Antonio Rojas Zúñiga, plus connu sous le nom de Manny Rojas, né le 3 juin 1954 à Santiago au Chili, est un footballeur international chilien qui évoluait au poste de milieu de terrain, avant de devenir ensuite entraîneur.

## Biographie

### Carrière de joueur

#### Carrière en club
Manny Rojas évolue au sein de trois pays différents : au Chili, au Mexique, et enfin aux États-Unis. 
Il dispute 250 matchs en première division chilienne, inscrivant 57 buts, et 20 matchs en première division mexicaine, inscrivant deux buts. Il joue également 303 matchs au sein des championnats américains, dont plusieurs saisons en Indoor,  marquant 119 buts.
Lors de la saison 1985-1985, il inscrit 24 buts avec le club du Chicago Sting en Indoor, ce qui constitue sa meilleure performance.
Manny Rojas joue également 15 matchs en Copa Libertadores, inscrivant 4 buts. Le 20 mai 1979, il inscrit un doublé dans cette compétition contre le club brésilien du Guarani FC.
Son palmarès est notamment constitué d'un titre de champion du Chili, et d'un titre de champion du Mexique.

#### Carrière en équipe nationale
Il joue 29 matchs en équipe du Chili, inscrivant deux buts, entre 1977 et 1983.
Il participe avec le Chili à la Copa América de 1979. Le Chili atteint la finale de cette compétition, en étant battu par le Paraguay.
Il figure ensuite dans le groupe des sélectionnés lors de la Coupe du monde de 1982. Lors du mondial organisé en Espagne, il joue un match contre l'Autriche.

## Palmarès

### Palmarès en sélection
Chili
- Copa América :
  - Finaliste : 1979.

### Palmarès en club
| Palestino - Championnat du Chili (1) : - Champion : 1978. - Vice-champion : 1974. - Coupe du Chili (2) : - Vainqueur : 1975 et 1977. - Championnat du Chili D2 (1) : - Champion : 1972. |  | Club América - Championnat du Mexique (1) : - Champion : 1976. - Supercoupe du Mexique (1) : - Vainqueur : 1976. |  | Universidad Católica - Coupe du Chili : - Finaliste : 1982. |